# Спольський Олексій Семенович
Олексій Семенович Спольський (17 липня 1951, Сімферополь — 2 лютого 2021) — український і російський художник, дизайнер; член Спілки радянських художників України з 1989 року та Спілки художників Росії з 2014 року. Заслужений художник Автономної Республіки Крим з 2001 року.

## Життєпис
Народився 17 липня 1951 року в місті Сімферополі. 1957 року його сім'я переїхала до Керчі, де хлопець здобув образотворчі навички живописця Геннадія Батова. Упродовж 1969—1974
років навчався у Ростовському художньому училищі, був учнем Тимофія Теряєва, Володимира Резніченка.
Після закінчення училища жив у Керчі. Працював у майстернях художнього фонду Керчі, займався проєктуванням інтер'єрів, монументальним живописом, друкованою продукцією. Кілька років працював у видавництві «Арктур», де оформлював та ілюстрував книги.
Мешкав у Керчі в будинку на вулиці Будьонного, № 26, квартира № 180. Помер 2 лютого 2021 року.

## Творчість
Спочатку займався друкованою графікою (працював гуашшю, аквареллю; надалі працював у галузі станкового живопису, писав олійними фарбами переважно кримські пейзажі (у тому числі морські), натюрморти; працював в галузі дизайну інтер'єрів громадських приміщень та приватних житлових будинків та квартир. Серед робіт: «Путина» (1976), «Моє місто» (1978), «Золотава Керч» (2001).
З 1974 року брав активну участь у міських, обласних, всеукраїнських, всесоюзних і закордонних виставках.
Роботи художника знаходяться в Музеї сучасного мистецтва у Києві, Керченського музею старожитностей, у приватних колекціях далекого та ближнього зарубіжжя.